# Promiopteryx simplex
Promiopteryx simplex är en bönsyrseart som beskrevs av Giglio-tos 1915. Promiopteryx simplex ingår i släktet Promiopteryx och familjen Thespidae. Inga underarter finns listade i Catalogue of Life.